# مقاطعة أودوبون (آيوا)
مقاطعة أودوبون (بالإنجليزية: Audubon County)‏ هي إحدى مقاطعات ولاية آيوا في الولايات المتحدة الأمريكية.